# Prince de Neufchâtel

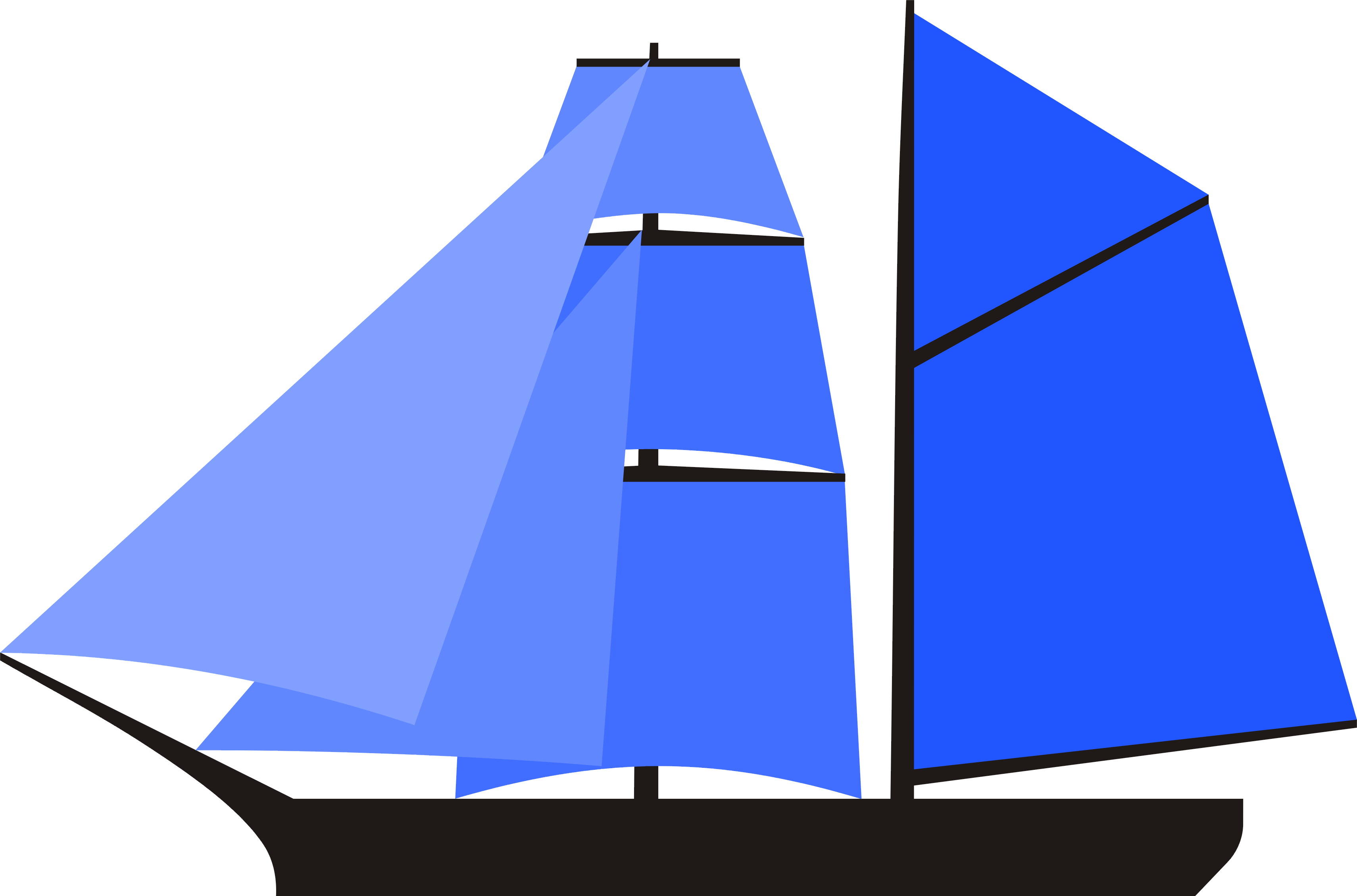
Esquema d'un bergantí goleta (“Hermaphrodite Brig” en anglès).

El Prince de Neufchâtel fou un bergantí goleta (“hermaphrodite rig” en anglès) construït a Nova York a les drassanes de Christian Bergh (altres fonts indiquen les drassanes d'Adam i Noah Brown), aproximadament l'any 1812. Actuant com a vaixell corsari va operar principalment en aigües europees, atacant la navegació britànica durant la guerra de 1812. Destacat per la seva velocitat, va superar en acció disset vaixells de guerra (men-of-war) britànics. El 1813, operant al canal de la Mànega, va capturar nou mercants britànics en ràpida successió. També va resistir l'atac de les barques d'una fragata britànica, en una encalmada, que van provar de capturar-lo. Els britànics finalment el pogueren capturar el desembre de 1814 per problemes amb l'arboradura. Fou desballestat el 1815 després d'un accident potser intencionat.

## Característiques[8]
- Eslora = 33,7 m
- Mànega = 7,8 m
- Calat = 3,5 m
- Tonatge = 310 tones (tones "burden" segons Builder's Old Measurement)
- Aparell = bergantí goleta. (La referència adjunta presenta un dibuix amb totes les veles hissades)[9]
- Velocitat = 13,5 nusos
- Armament = 17 canons (1 canó llarg "de caça" i 16 carronades); unes 300 armes de foc manuals (mosquets i pistoles)[10]

### Pla vèlic singular
| «                                    | ... She carried four sails on the foremast, one square sail on the main, and a large fore-and-aft sail with gaff abaft the fore, with large staysails over and three jibs. Her spanker boom projected far beyond the stern... | » |
| — Sail plan of Prince de Neufchâtel. | |   |

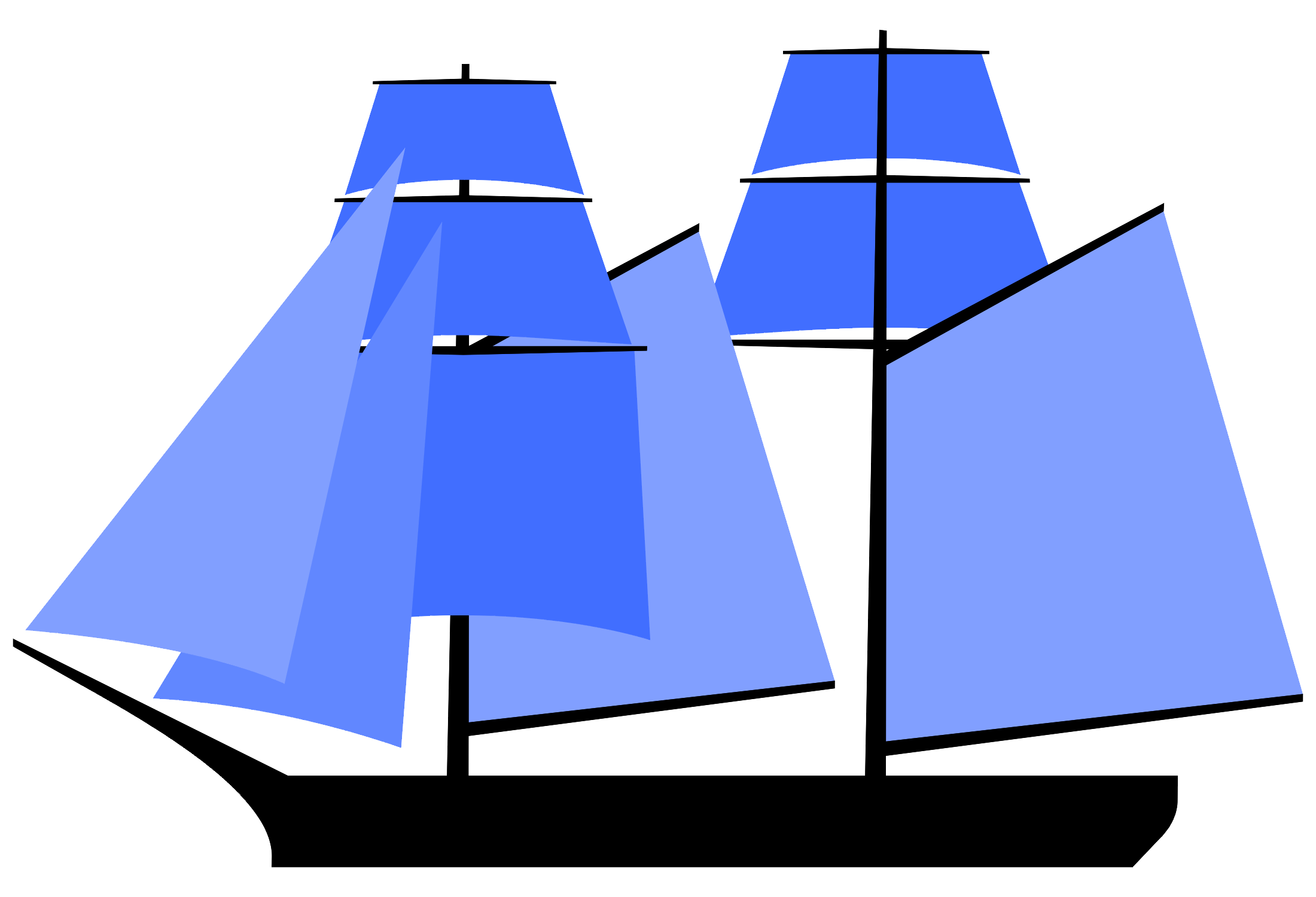
Esquema de l'aparell anomenat “double-topsail schooner”.

La denominació oficial de bergantí goleta és una denominació simplificada que no explica prou bé el velam de la nau. A més, cap de les figures del present article no representa el pla vèlic real del vaixell. El Prince de Neufchâtel disposava de dos arbres: un trinquet a proa i un arbre mestre a popa. També tenia un bauprès molt llarg. L'arbre de trinquet portava quatre vergues horitzontals amb quatre veles quadres. El mateix pal disposava d'un pic o antena per a hissar una cangrea sense botavara (una vela aurica segons proposava l'expert Ricard Jaime). El pal mestre podia hissar una gran cangrea, envergada en una botavara molt llarga i una antena proporcionada. A més portava dues vergues que permetien hissar una vela quadra. Tres flocs a proa, en els estais del bauprès i dues veles d'estai entre els pals. Resumint: es tractava d'un aparell de goleta amb 4 veles quadres al trinquet i 1 vela quadra al mestre.

## Construcció
El Prince de Neufchâtel fou construït a Nova York amb capital aportat per la senyora Fleurie Charretton (divorciada de François Raspilier i sogra de John Ordronaux). El nom feia homenatge a Louis-Alexandre Berthier. Els trets generals del vaixell estaven inspirats en els anomenats “clípers de Baltimore”.
Pel que fa a les drassanes hi ha controvèrsia en les referències: unes diuen a les drassanes de Christian Bergh mentre que altres afirmen que les drassanes eren les d'Adam & Noah Brown. També hi ha documents que indiquen com a constructors Adam & Noah Brown i Christian Bergh com a dissenyador. (Una possible explicació de la discrepància seria la subcontractació de la construcció entre les drassanes esmentades o un lloguer de les instal·lacions d'una drassana per parte de l'altra. Aquest aspecte no està documentat. Tampoc no consta el nom d'un dissenyador professional. Fet probable atenent a les capacitats tècniques i científiques dels constructors indicats, que eren limitades).

### Buc de fusta
No hi ha cap estudi que indiqui els detalls constructius. Aquests devien ser similars (materials i proporcions) als d'alguns clípers de Baltimore ben documentats.
En aquest darrer cas, les fustes emprades eren: roure blanc americà (“white oak”), acàcia borda (“locust”), Chamaecyparis thyoides (“atlantic white cedar”), Pinus palustris i altres (“yellow pine”). L'estructura (quilla, quadernes, roda, codast i baus) eren de roure. També era de roure el folre de l'obra viva. La coberta i els costats de fusta de pi.
L'obra viva anava folrada amb planxes de coure fixades amb claus i perns de coure. El gruix de l'obra viva del Prince de Neufchâtel era només de 2 polzades.

## Combat contra l'HMS Endymion
L'11 d'octubre de 1814 la fragata anglesa HMS Endymion va albirar el Prince de Neufchâtel a la costa de Nantucket. El vaixell corsari anava rumb a Nova York amb una tripulació reduïda a 40 persones i carregat amb 300.000 dòlars de mercaderies capturades. Es tractava de dos dels vaixells més ràpids de l'època. El Prince de Neufchâtel es disposà a fugir i la fragata britànica a perseguir-lo fins que el vent va cessar de bufar i totes dues naus quedaren encalmades.
Decidit a capturar el corsari, el capità Hope va enviar 111 mariners armats, a bord de cinc barques, sota el comandament del tinent Abel Hawkings. El combat fou molt sagnant i va finir amb la victòria dels corsaris. Entre altres detalls del combat cal destacar que el capità corsari, John Ordronaux, va disparar vuitanta trets durant els vint minuts de la lluita.

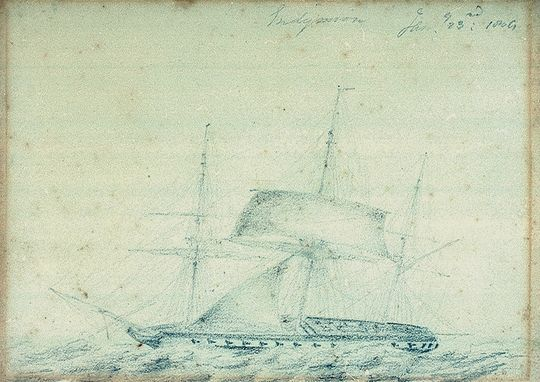
Dibuix de la fragata HMS Endymion de l'almirall Sir Charles Paget.
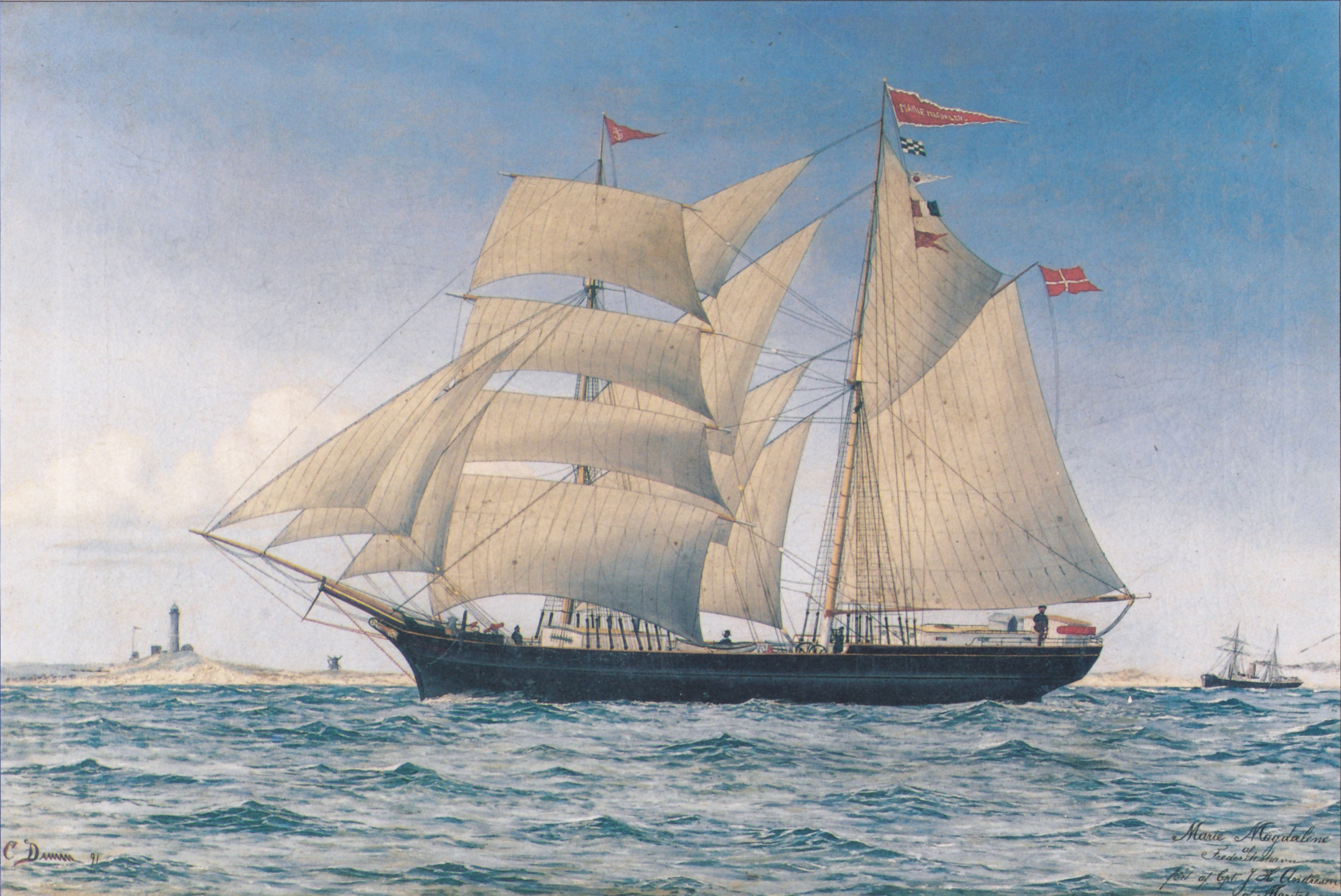
Bergantí goleta de 1891. Amb aparell semblant al del Prince de Neufchâtel

## Llegat

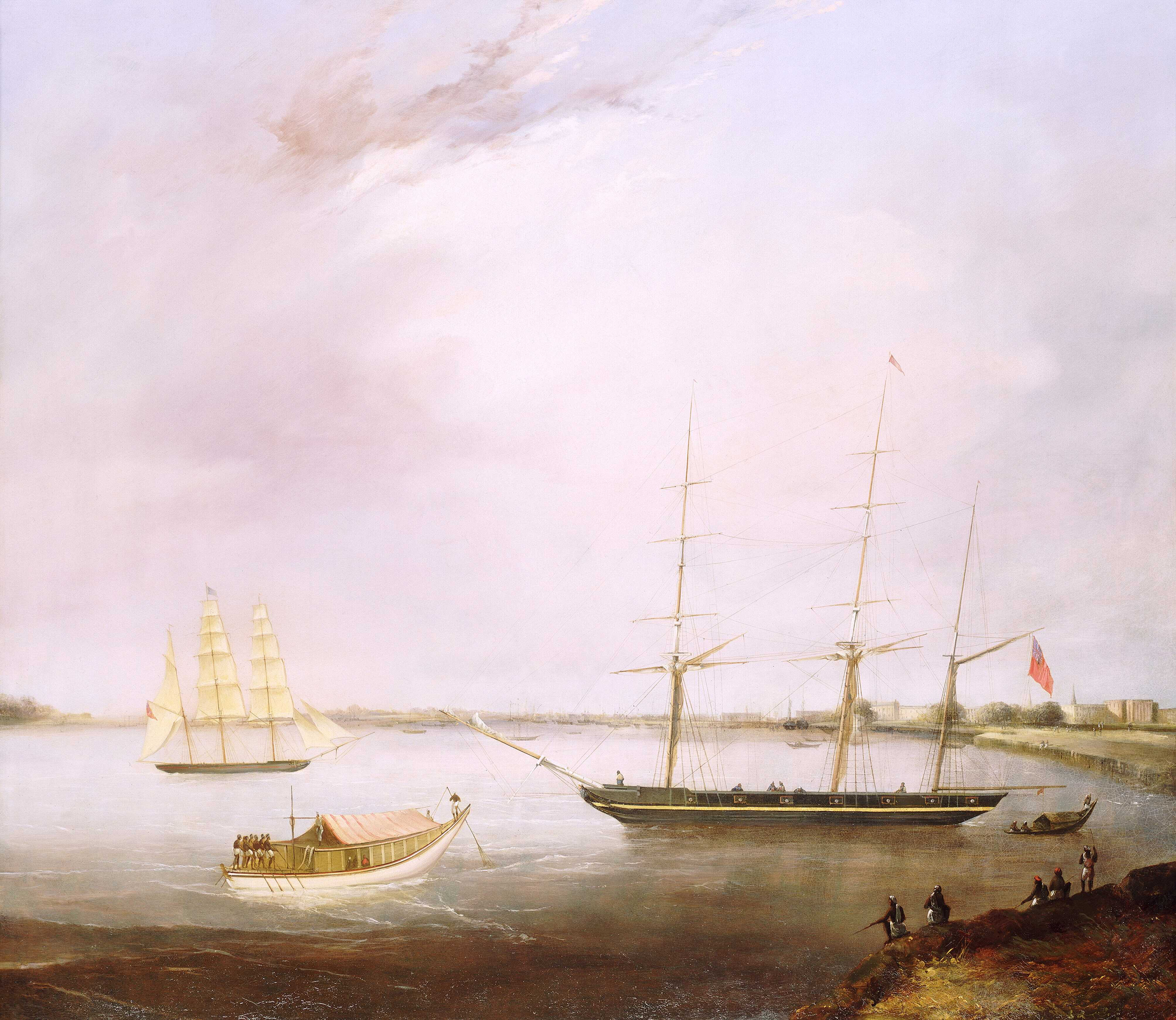
Els clípers 'Streatham' i 'Red Rover' (a l'esquerra amb veles). Basil Lubbock ho indica al revés.

Un dels clípers més ràpids dedicats al contraban d'opi entre l'Índia i Xina fou construït pel capità William Clifton a Howrah el 1830. Es tractava del Red Rover. El constructor, propietari i capità del vaixell va emprar en el buc les formes del Prince de Neufchâtel i el va aparellar de bricbarca. Fou el primer clíper en navegar des de l'Índia fins a Canton “en contra del vent”. Això permetia dos viatges anuals - a vegades tres - en benefici del propietari. El Red Rover va influir en les formes dels clípers posteriors.